# Als Unku Edes Freundin war
Als Unku Edes Freundin war ist ein deutscher Jugend- und Kinderfilm der DEFA von Helmut Dziuba aus dem Jahr 1981. Er beruht auf Motiven des Jugendromans Ede und Unku von Alex Wedding.

## Handlung
Berlin in den 1920er-Jahren: Am Rande der Stadt kommen Sinti mit ihrem Zirkus an. Die Menschen reagieren mit Argwohn, Mütter holen ihre Kinder ins Haus und die Wäsche von der Leine. Der zwölfjährige Junge Ede Sperling jedoch macht schnell Bekanntschaft mit dem Mädchen Unku, zeigt ihr seine Fische und rettet sie später vor den Zeitungsjungen, die sie jagen. Unku gelingt es, langsam Edes Vorurteile gegen Sinti zu entkräften.
Edes Mutter lebt nicht mehr und Edes Vater hat kein Einkommen, da die Arbeiter ihren Betrieb bestreiken und niemand Streikbrecher sein will. Die ältere Schwester Lisa ernährt die Familie als Platzanweiserin im Kino. Stets steht die Familie kurz vor dem Verlust der Mietwohnung, zumal der Nachbar als Betriebsleiter Edes Vater als Streikbrecher gewinnen will. Auf Unkus Vorschlag hin bemüht sich auch Ede um eine Arbeit. Er würde gerne als Zeitungsjunge tätig werden, doch fehlt ihm dafür ein Fahrrad. Selbst ein gebrauchtes, das er in einem Schaufenster bestaunt, würde 30 Mark kosten. Ede jedoch hat nur fünf Mark gespart. Die Schwester gibt 20 Mark Wochenlohn dazu und gemeinsam versuchen Ede und Unku nun, das restliche Geld zu verdienen, auch wenn Ede für einige Pfennige Unku eine Kette kauft.
Sie tragen einmal die Zeitung per Pferdewagen aus, was im Chaos endet. Auf dem Rummel verdingen sie sich als Karusselldreher und wollen vergeblich Geld beim Würfeln gewinnen. Sie werden sogar als Statisten für einen Film angeworben, doch soll Unku dort klischeehaft ein stehlendes „Zigeunermädchen“ verkörpern und rennt davon. Bei Ede zuhause sorgt die Ausgabe des Wochenlohns für ungeahnte Probleme. Das restliche gesparte Geld hat der Vater für die Miete zahlen müssen. Essen ist kaum mehr im Haus und auch Ede kann den Wochenlohn nicht mehr zurückgeben, weil er das Fahrrad bereits angezahlt hat. Von Unku erhält er überraschend die fehlenden fünf Mark, die das Mädchen gefunden haben will, und kann sich das Fahrrad kaufen. Als er es stolz den anderen Zeitungsjungen vorführt, behaupten die, Unku hätte das Geld gestohlen. Tatsächlich überrascht Ede Unku dabei, wie sie mit einem Trick von einem Rummelbesucher mehrere Münzen stiehlt. Er wirft ihr sein Rad entgegen und rennt davon. Auch Max, der Freund von Edes Schwester, der ihm mehrfach beigestanden hat, kann Ede kaum vom guten Charakter Unkus überzeugen. Sie habe ihm doch nur helfen wollen und kaum anders an Geld kommen können, würden Sinti doch von niemandem beschäftigt werden. Ede argumentiert, dass sein Vater auch kein Geld verdiene, aber dennoch nicht stehlen würde.
Zuhause erscheint Edes Vater mit mehreren Brötchen. Kurze Zeit später klingelt der Nachbar und stellt den Vater zur Rede, da er die Brötchen aus seinem Frühstücksbeutel am Gartenzaun entwendet hat. Er will auf eine Anzeige wegen Mundraubs verzichten, wenn Edes Vater am nächsten Tag freiwillig wieder die Arbeit aufnimmt. Ede erkennt, wie schlecht es um die Familie steht und wie wichtig daher der Kauf des Fahrrades war, das ihm Unku in der Zwischenzeit im strömenden Regen vorbeigebracht und an den Zaun gelehnt hat. Er fährt am nächsten Tag zu Unku, doch ist die bereits weitergezogen. Am Boden findet Ede nur noch die Kette, die er ihr einst geschenkt hat.

## Produktion
Der Film erlebte am 3. April 1981 im Berliner Kosmos seine Premiere. Er entstand nach Motiven des 1931 erschienenen Kinderbuchs Ede und Unku von Alex Wedding, wurde jedoch zeitgemäß adaptiert. Die Rollen im Film wurden zum Teil durch Laiendarsteller besetzt.
Szenenbild: Einige Drehorte  fand Szenenbildner Harry Leupold im Viertel um die Pfarrstraße in Berlin-Ostkreuz. Die Pfarrstraße wirkte mit geringfügigen Umbauten und einigen zeitgemäßen Ergänzungen wie eine Straße um 1920. Die Fahrgeschäfte des Rummels wurden in der Gürtelstraße aufgebaut.

## Kritik
Die zeitgenössische Kritik lobte den Film für „die schöne Unaufdringlichkeit, mit der politische Situationen und geistiges Begreifen der Filmfiguren anschaulich erfaßt werden, mit der moralische Werte allgemeingültig und auch gegenwärtig versinnbildlicht werden – Freundschaft, Zusammenhalt, Gemeinschaftssinn, Solidarität, Achtung voreinander.“
Für das Lexikon des internationalen Films war Als Unku Edes Freundin war ein „sensibler Bilderbogen nach einem in der DDR viel gelesenen Kinderbuch, der antirassistisches Gedankengut nachdenklich und unterhaltsam an jugendliche Zuschauer bringt.“
Cinema nannte den Film „anrührend“.

## Auszeichnung
Auf dem Moskauer Filmfestival erhielt der Film 1981 den Preis der Kinderjury.